# Leandro Euzébio
Leandro Euzébio (18 de agosto de 1981) es un futbolista brasileño que se desempeña como delantero.
Jugó para clubes como el Fluminense, América, Cruzeiro, Náutico, Omiya Ardija, Goiás y Al-Khor.

## Trayectoria

### Clubes
| Club           | País   | Año         |
| -------------- | ------ | ----------- |
| Fluminense     | Brasil | 2001        |
| Rio das Ostras | Brasil | 2002        |
| Bonsucesso FC  | Brasil | 2003        |
| América        | Brasil | 2004        |
| Cabofriense    | Brasil | 2005        |
| Cruzeiro       | Brasil | 2005        |
| Náutico        | Brasil | 2006        |
| Omiya Ardija   | Japón  | 2007 - 2008 |
| Goiás          | Brasil | 2009 - 2010 |
| Fluminense     | Brasil | 2010 - 2014 |
| Al-Khor        | Catar  | 2014        |
| Tupi           | Brasil | 2015        |
| Cabofriense    | Brasil | 2016        |
| Anápolis       | Brasil | 2016        |
| Sergipe        | Brasil | 2017        |